# Zoltán Verrasztó
Zoltán Verrasztó (ur. 15 marca 1956 w Budapeszcie) – węgierski pływak, wicemistrz i brązowy medalista olimpijski z 1980 r. z Moskwy. Medalista mistrzostw Świata i mistrzostw Europy.
2 kwietnia 1976 r. pobił rekord na 400 m stylem zmiennym, ale 25 lipca 1976 odebrał mu go Rod Strachan.
Ma dwójkę dzieci: Evelyn i Dávid, oboje są pływakami, medalistami mistrzostw Świata i Europy.

## Rekordy świata
| Data            | Miejsce    | Konkurencja           | Rezultat | Status                        |
| --------------- | ---------- | --------------------- | -------- | ----------------------------- |
| 2 kwietnia 1976 | Long Beach | 400 m stylem zmiennym | 4:26:00  | do 25 lipca 1976 Rod Strachan |

## Odznaczenia
- Brązowy Krzyż Zasługi Republiki Węgierskiej